# Kola (Osetia Południowa)
Kola (ros. Koła) – wieś w Osetii Południowej, w regionie Dżawa. W 2015 roku liczyła 1 mieszkańca.